# Шиповатые окуни
Шиповатые окуни (лат. Sebastapistes) — род морских лучепёрых рыб из семейства скорпеновых отряда скорпенообразных. Его наименование образовано от греческого слова sebastes — почтенный. Представители рода распространены в Индийском и Тихом океанах. Длина тела составляет от 2,5 до 11,7 см. Это придонные хищные рыбы, поджидающие добычу в засаде.

## Классификация
На декабрь 2018 года в род включают 10 видов:
- Sebastapistes ballieui Sauvage, 1875
- Sebastapistes coniorta O. P. Jenkins, 1903
- Sebastapistes cyanostigma Bleeker, 1856
- Sebastapistes fowleri Pietschmann, 1934
- Sebastapistes galactacma O. P. Jenkins, 1903
- Sebastapistes mauritiana G. Cuvier, 1829
- Sebastapistes nuchalis Günther, 1874
- Sebastapistes strongia G. Cuvier, 1829 — Коричневополосый шиповатый окунь[1]
- Sebastapistes taeniophrys Fowler, 1943
- Sebastapistes tinkhami Fowler, 1946